# Lekain
Pour l’article homonyme, voir Esther Lekain.
Henri-Louis Caïn, dit Lekain, est un tragédien français né le 31 mars 1729 à Paris et mort dans la même ville le 8 février 1778.

## Biographie
Lekain commença, au sortir du collège Mazarin, à jouer la comédie, en société avec quelques jeunes gens. Voltaire, qui l’entendit, devina son talent, lui donna des conseils, le fit paraître sur le théâtre de la duchesse du Maine à Sceaux, et lui obtint, en 1750, un ordre de début au Théâtre-Français. En butte à l’opposition des comédiens à cause de sa petite taille, de sa démarche pesante, de ses traits vulgaires et sa voix sourde, Lekain ne fut admis que le 24 février 1752, après dix-sept mois d’attente et sur une décision expresse du roi.
Un travail opiniâtre triompha de ses défauts naturels : il assouplit sa voix, parvint à lui donner tour à tour des accents pathétiques et des éclats terribles ; il ennoblit ses gestes et rendit sa physionomie si expressive que, dans les moments de passion, elle produisait une illusion de beauté. Il fut un des premiers modèles de la manière dont un acteur doit écouter et suivre par la pantomime les paroles de son interlocuteur ; il plia sa diction aux nuances variées de la pensée et du vers ; il soigna le costume et s’unit avec la Clairon pour le modifier, autant que le permettaient les préjugés de son époque. Il atteignit enfin souvent le sublime de son art et fit oublier les Baron et les Dufresne.
Considéré comme l’un des plus grands tragédiens du XVIIIe siècle, il excella surtout dans Orosmane ; mais il ne se montra inférieur à lui-même dans aucun de ses rôles, et Tancrède, Mahomet, Gengis Khan, Zamore, Rhadamiste, Nicomède, Oreste, Néron, Manlius, Vendôme, furent pour lui autant de triomphes.
Il fut représenté dans le costume de scène du rôle d'Orosmane par Simon-Bernard Lenoir (pastel et gouache, 1767) au Musée du Louvre depuis 2013 (reprod. coul. dans Grande galerie - le Journal du Louvre no 44/été 2018, p. 56) puis par Jean-Baptiste Weyler (1747-17891), peintre de portraits miniatures renommé, dans un tableau ovale passé en vente publique à l'Hôtel Drouot à Paris le 23/06/1998 (reproduit dans L'Objet d'Art n°232/janvier 1990, p. 85) ; cette œuvre a été reproduite par le peintre et lithographe Pierre Sudré (1783-1866) et l'imprimeur-lithographe Langlumé (coll. pers.). Il est aussi représenté dans le costume du rôle de Mahomet dessiné en 1766 et d'après nature en 1778 (en contrepartie) avec le titre Aux Manes de Le Kain, gravures au lavis de Jean-François Janinet probablement d'après Louis Brion de la Tour (Inventaire du Fonds Français no 73).
Lekain a laissé des Mémoires (Paris, 1801, in-8°) où il s’étend principalement sur ses débuts dans la carrière théâtrale et sur ses premières relations avec Voltaire, qui ont été réimprimés, avec des Réflexions par Talma (Paris, 1825, in-8° ; nouv. édit., 1874, petit in-12). Il est cité par Balzac dans La Maison du chat-qui-pelote par le drapier M. Guillaume.
Il était l'époux de Christine-Georgette-Charlotte Sirot, elle aussi comédienne du Roi.
La rue Lekain (16e arrondissement de Paris) est nommée en son honneur en 1864. La rue Talma est toute proche,.

## Théâtre

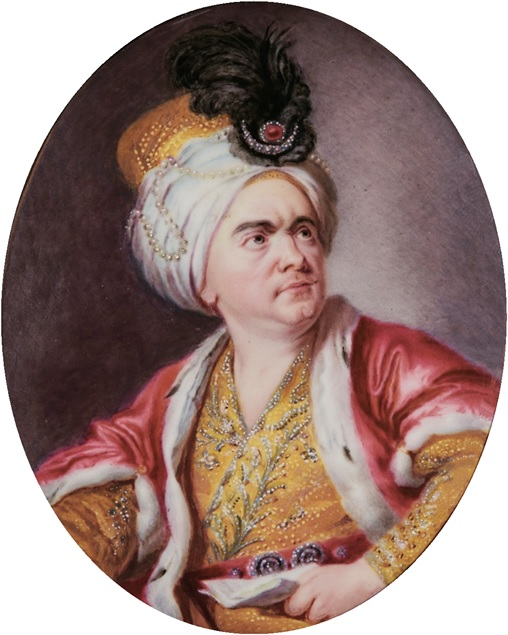
Lekain dans le rôle d’Orosmane dans Zaire de Voltaire.

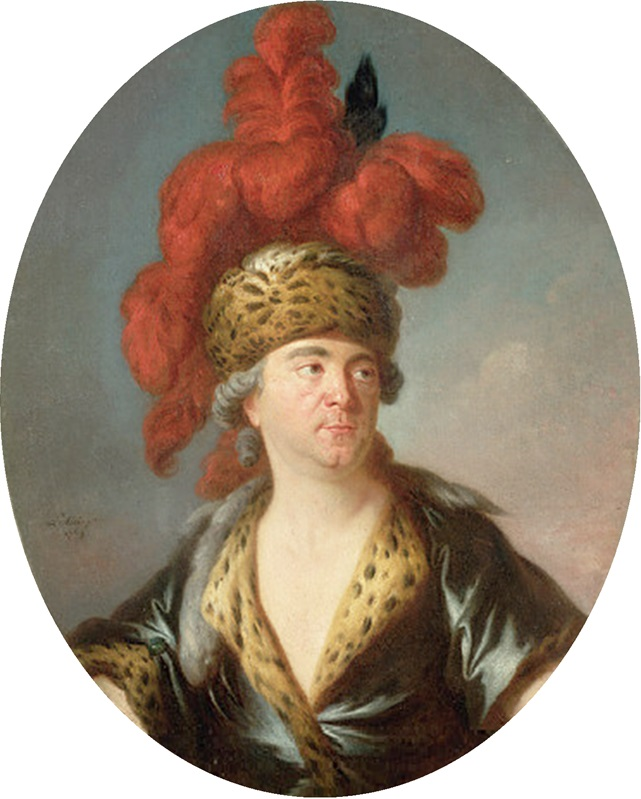
Lekain dans le rôle de Gengis Khan par Lenoir.

### Carrière à la Comédie-Française
- 1750 : Brutus de Voltaire : Titus
- 1752 : Les Héraclides de Jean-François Marmontel : Stelenus[6]
- 1755 : L'Orphelin de la Chine de Voltaire : Gengis-Kan
- 1756 : Bérénice de Jean Racine : Titus (10 représentations de 1756 à 1767)
- 1760 : Le Café ou l'Écossaise de Voltaire : un interlocuteur
- 1760 : Tancrède de Voltaire : Tancrède
- 1765 : Andromaque de Jean Racine : Oreste[7]
- 1765 : Adélaïde du Guesclin de Voltaire : le duc de Vendôme
- 1765 : Mithridate de Jean Racine : Xipharès
- 1765 : Le Philosophe sans le savoir de Michel-Jean Sedaine : d'Esparville fils
- 1765 : L'Étourdi ou les Contretemps de Molière : Andrès
- 1765 : Cinna de Pierre Corneille : Cinna
- 1765 : Mérope de Voltaire : Egisthe
- 1765 : Zaïre de Voltaire : Orosmane
- 1766 : Britannicus de Jean Racine : Néron
- 1766 : Artaxerce d'Antoine-Marin Lemierre : Arbace
- 1766 : Guillaume Tell d'Antoine-Marin Lemierre : Guillaume Tell
- 1766 : Iphigénie de Jean Racine : Achille
- 1766 : Phèdre de Jean Racine : Hippolyte
- 1766 : Alzire de Voltaire : Zamore
- 1766 : Horace de Pierre Corneille : Horace
- 1766 : Le Festin de pierre de Thomas Corneille d'après Molière : Don Carlos
- 1766 : Sémiramis de Voltaire : Ninias
- 1766 : Mahomet de Voltaire : Mahomet
- 1766 : Rodogune de Pierre Corneille : Antiochus
- 1766 : Héraclius de Pierre Corneille : Héraclius
- 1767 : Le Cid de Pierre Corneille : Don Rodrigue
- 1767 : Le Comte d'Essex de Thomas Corneille : le comte d'Essex
- 1767 : Inès de Castro d'Antoine Houdar de La Motte : Don Pèdre
- 1767 : Cosroès de Pierre-François Alexandre Lefèvre : Cosroès
- 1767 : Hirza d'Edme-Louis Billardon de Sauvigny : Hiaskar
- 1767 : Les Scythes de Voltaire : Athamare
- 1768 : Gustave Wasa d'Alexis Piron : Gustave
- 1768 : Le Bourgeois gentilhomme de Molière : le maître d'armes
- 1769 : Mithridate de Jean Racine : Pharnace
- 1770 : Athalie de Jean Racine : Abner
- 1770 : Iphigénie de Jean Racine : Achille
- 1771 : Gaston et Bayard de Pierre Laurent Buirette de Belloy : le chevalier Bayard
- 1771 : Nicomède de Pierre Corneille : Nicomède
- 1772 : Pierre le Cruel de Pierre-Laurent Buirette de Belloy : Édouard
- 1772 : Sertorius de Pierre Corneille : Pompée
- 1773 : L'Assemblée d'Augustin-Théodore Lebeau de Schosne, suivi de L'Apothéose de Molière (ballet)
- 1773 : Térée et Philomèle d'Antoine Renou : Térée
- 1774 : Sophonisbe de Voltaire : Massinisse
- 1776 : Lorédan de Jean-Gaspard Dubois-Fontanelle : Lorédan